# Robert Karl Wizinger-Aust
Robert Karl Wizinger-Aust (* 28. April 1896 in Vic-sur-Seille, Lothringen; † 1. April 1973 in Basel; auch: Robert Wizinger) war ein deutscher Chemiker.

## Leben
Er war der Sohn des Bürgermeisters Michael Wizinger. Von 1914 bis 1920 studierte Wizinger-Aust an den Universitäten Straßburg, Stuttgart, Tübingen, Karlsruhe und zuletzt an der Rheinischen Friedrich-Wilhelms-Universität Bonn, wo er schließlich im Jahr 1925 auch zum Dr. phil. promoviert wurde.
Ab 1934 war er Professor an der Bonner Universität, danach an den Universitäten Zürich, Freiburg i. Br. und Basel. In Basel war er Direktor des Instituts für Farbenchemie. Wizinger-Aust forschte über Farbenchemie, den Mechanismus der Additions- und Substitutionsreaktionen sowie zur organischen Komplexchemie. Er war Mitglied in der Gesellschaft Deutscher Chemiker.

## Werke
- Organische Farbstoffe. Anleitung zum schrittweisen Eindringen in die Farbenchemie auf koordinationstheoretischer Grundlage. Ferdinand Dümmlers Verlagsbuchhandel, Berlin 1933
- Chemische Plaudereien über Atomzertrümmerung, Gaskrieg, Vitamine, Kohleverflüssigung und viele andere Gegenwartsprobleme. Verlag der Buchgemeinde, Bonn 1942, 6. verb. u. verm. Aufl.
- Kohle, Luft und Wasser. Ein Rundgang durch die neuerschlossenen Gebiete der Kohlechemie. Franckh, Stuttgart [1942], 11.–16. Tsd.
- Kekulé und seine Benzolformel. 4 Vorträge von R. Wizinger-Aust u. a. Mit einem Geleitwort von Richard Kuhn. Hrsg.: Ges. Dt. Chemiker; Verl. Chemie, Weinheim/Bergstraße 1966
- Alfred Kern. 1850-1893. Sandoz AG, Werkarchiv, Basel [1972]

## Auszeichnungen
Am 10. August 1972 erhielt Prof. Dr. phil. Robert Wizinger, Vorsteher des Instituts für Farbenchemie, das Große Verdienstkreuz der Bundesrepublik Deutschland.